# 伏爾泰鎮區 (堪薩斯州謝爾曼縣)
伏爾泰鎮區（英語：Voltaire Township）是位於美國堪薩斯州謝爾曼縣的一個行政鎮區。

## 地方資料
伏爾泰鎮區的面積為411.31平方千米，當中陸地面積為411.29平方千米，而水域面積為0.02平方千米。根據2010年美國人口普查的數據，當地共有人口222人，而人口密度為每平方千米0.54人。

## 外部連結
- US-Counties.com
- City-Data.com （页面存档备份，存于）